# Aliança dos Profissionais de Análise de Segurança
A Aliança dos Profissionais de Análise de Segurança (Alliance of Security Analysis Professionals ou ASAP) é uma rede sem fins lucrativos mantida por voluntários relacionado à segurança para usuários de computador. 

## O Início
A ASAP começou com um pequeno grupo de sites atacados e está rapidamente se expandindo para incluir o “melhor do melhor” daquilo que a comunidade de segurança na Internet pode oferecer. A ASAP é formada por administradores de websites, equipes de ajuda em fóruns, indivíduos, empresas e várias organizações. 
A ASAP foi criada para melhorar a ajuda aos usuários, através de referências, suporte para múltiplos produtos, facilidade para acessar a informação e recomendações. 
A ASAP. 

## Objetivos
Os objetivos da ASAP são:
- Assegurar um alto padrão e qualidade do suporte em segurança em qualquer lugar em que você procurar ajuda.
- Promover de uma forma justa programas que podem ser usados para manter seu computador limpo e seguro.
- Assegurar que os usuários não sejam enganados pelas “guerras de produtos” e formas de marketing injustas que afetaram várias indústrias no passar dos anos.

## Atividades
A ASAP garante que a assistência de qualidade esteja sempre disponível gratuitamente: derrube uma das redes de suporte e a outra vai continuar o trabalho. Recursos reservados permitem que o suporte seja redundante, adicionando, assim, mais proteção contra os perigos da Internet. 
Se você ver o logotipo ou banner da ASAP em uso por um site, fórum ou pessoa, você pode pode ter certeza de estar recebendo o melhor suporte e assistência possível, pois os esforços combinados de todos os membros da ASAP estão envolvidos para ajudar a todos, e nós não vamos descansar até que o seu importante investimento esteja limpo e seguro. 

## Membros Brasileiros
A ASAP reúne sites de segurança de vários países. No Brasil, o site Linha Defensiva[ligação inativa] e seus mantenedores são membros da ASAP desde 2005.

## Ligações Externas
- Página Oficial da ASAP
- Sites Membros da ASAP
- Linha Defensiva